# Henry B. González
Henry Barbosa González (nacido Enrique Barbosa González; San Antonio, 3 de mayo de 1916-ibídem, 28 de noviembre de 2000) fue un político estadounidense del Partido Demócrata, que representó al 20.º distrito congresional de Texas desde 1961 hasta 1999.

## Biografía

### Primeros años
Nació en San Antonio (Texas), hijo de padres mexicanos Genoveva (de soltera Barbosa) y Leonides González (de Mapimí, en el estado mexicano de Durango), quienes habían inmigrado durante la Revolución Mexicana. Después de recibir un título de San Antonio College, obtuvo sus credenciales de pregrado de la Universidad de Texas en Austin. Posteriormente, recibió un Doctorado en Jurisprudencia de la Facultad de Derecho de la Universidad St. Mary, también en San Antonio. Después de graduarse, se convirtió en oficial de libertad condicional y fue ascendido a la oficina principal del condado de Béxar, Texas.

### Carrera en política local y estatal
Sirvió en el Concejo Municipal de San Antonio de 1953 a 1956. Como concejal de la ciudad, ayudó a eliminar la segregación de piscinas y otros alojamientos públicos en San Antonio.
En 1956, derrotó al candidato republicano Jesse Oppenheimer por un escaño en el Senado de Texas. En 1960, derrotó a otro republicano, Ika "Ike" Simpson Kampmann, Jr. (1918-2006), para ocupar su escaño en el Senado estatal. Permaneció en el Senado hasta 1961 y estableció el récord de obstruccionismo en la cámara en ese momento al hablar durante treinta y seis horas seguidas en contra de un conjunto de proyectos de ley sobre segregación racial.

### Cámara de los Representantes
En septiembre de 1961, el presidente John F. Kennedy nombró al representante Paul J. Kilday del 20.º distrito congresional de Texas a la Corte de Apelaciones Militares. González participó en las elecciones especiales para el distrito con sede en San Antonio en noviembre de 1961 y derrotó al candidato republicano, el abogado John W. Goode, a quien el expresidente Dwight D. Eisenhower respaldó viajando a San Antonio. La estrella de cine mexicana Cantinflas apareció con el vicepresidente Lyndon B. Johnson en centros comerciales y supermercados en San Antonio para apoyar a González.
A diferencia de muchos políticos del sur de Estados Unidos en ese momento, en el Congreso apoyó abiertamente las propuestas de derechos civiles. Votó a favor de las Leyes de Derechos Civiles de 1964 y 1968, y la Ley de Derechos Electorales de 1965.
Se encontraba en la caravana del presidente Kennedy en Dallas el 22 de noviembre de 1963. Ayudó a colocar el ataúd de Kennedy en el coche fúnebre que lo transportó al Air Force One.
Presionó en 1975 para realizar un estudio de los asesinatos de John F. Kennedy, Robert F. Kennedy y Martin Luther King Jr. por parte de un comité especial de la Cámara de Representantes. En 1976, se creó el Comité Selecto de la Cámara sobre Asesinatos (HSCA por sus siglas en inglés) para investigar las muertes del presidente Kennedy y King, y González sucedió a Thomas N. Downing como presidente en enero de 1977. Después de una lucha de poder con los abogados de la HSCA, dimitió como presidente del comité ese mismo año. Poco antes de que González presidiera la HSCA, Robert P. Gemberling, jefe de la investigación del FBI sobre el asesinato de Kennedy durante trece años después de la publicación del informe de la Comisión Warren, dijo que tanto González como Downing tenían "teorías de conspiración preconcebidas". Según un informe de 1992, González no descartó la posibilidad de que se produjeran disparos distintos de los tres que escuchó con un silenciador.
Luego de la invasión estadounidense de Granada en 1983, sugirió un juicio político contra el presidente Ronald Reagan, e introdujo artículos de juicio político relacionados con el escándalo Irán-Contra y los envió al comité sobre el poder judicial de la Cámara en 1987. No se tomaron más medidas al respecto. Más tarde pidió el juicio político al presidente George H. W. Bush por no obtener la aprobación del Congreso antes de la Guerra del Golfo de 1991. Al principio de la presidencia de Bill Clinton, también bloqueó las audiencias sobre la controversia Whitewater hasta que finalmente aceptó celebrar audiencias en 1994.
En 1999, fue sucedido en la banca por su hijo Charlie González, quien ocupó el cargo hasta enero de 2013; entre ellos, padre e hijo sirvieron 52 años consecutivos en el Congreso.